# Compsocerus proximus
Compsocerus proximus là một loài bọ cánh cứng trong họ Cerambycidae.